# 林抚生
林抚生（1964年2月—），福建福州人，中华人民共和国政治人物，曾任北京市国资委党委书记、主任，北京市政协副主席、党组成员。